# Valentina Turisini
Valentina Turisini (Trieste, 16 agosto 1969) è una tiratrice a segno italiana, nelle specialità carabina ad aria compressa e 50 m a fuoco (10 metri e sportiva 3 posizioni).
Si avvicinò al tiro a segno da ragazzina, "per tigna e per scommessa" (sono parole sue) nei confronti della madre, che voleva iscriverla a un corso di danza. Nel 1990, a 21 anni, entrò nel giro della nazionale.
Per la prima partecipazione alle Olimpiadi ha dovuto però aspettare fino a 35 anni.  Quattro giorni dopo il suo compleanno, il 20 agosto 2004, Valentina Turisini si è regalata la medaglia d'argento, arrivando seconda nella gara della carabina 50 m a tre posizioni femminile delle Olimpiadi di Atene.
Laureata in giurisprudenza, avvocato, Valentina Turisini è la sindacalista della nazionale di tiro a segno. Gareggia per la Forestale e spesso si allena a Dortmund, dove vive Gaby Buehlmann, l'allenatrice della nazionale.